# Euseius plazo
Euseius plazo är en spindeldjursart som beskrevs av Ahmad, Yasmin och Mohammad Nazeer Chaudhri 1987. Euseius plazo ingår i släktet Euseius och familjen Phytoseiidae. Inga underarter finns listade i Catalogue of Life.